# Marc Johnson
Marc Johnson, född 21 oktober 1953 i Omaha, Nebraska, är en amerikansk jazzbasist, kompositör och storbandsledare.
Johnson är skolad vid University of North Texas tillsammans med Lyle Mays. Han turnerade med Woody Herman's Thundering Herd i slutet av 1970-talet. Efter ett år blev den 25-årige Johnson inhyrd av Bill Evans år 1978 och förblev kvar i Evans trio tills pianistens bortgång 1980.
Johnsons första inspelning under sitt eget namn för ECM spelades in 1985 med namnet Bass Desires, tillsammans med Bill Frisell och John Scofield på gitarr och Peter Erskine på trummor. Uppföljaren kom 1987 med titeln Second Sight, inklusive balladen "Hymn for Her", som tillägnades Johnsons syster, Terese. The Sound of Summer Running, på vilken musikerna Bill Frisell, Joey Baron och Pat Metheny medverkade, släpptes 1998.
Johnson har spelat omfattande med John Abercrombie, Peter Erskine, Eliane Elias (som han även är gift med) och Enrico Pieranunzi. Hans senaste inspelning för ECM kom 2005 med titeln Shades of Jade, med Joe Lovano på saxofon.